# Tamallancos
Tamallancos (llamada oficialmente Santa María de Tamallancos) es una parroquia y un lugar del municipio español de Villamarín, en la provincia de Orense, Galicia.

## Organización territorial
La parroquia está formada por seis entidades de población, constando tres de ellas en el nomenclátor del Instituto Nacional de Estadística español:
- A Eirexa
- Barral (O Barral)
- Lama (A Lama)
- O Malladoiro
- Regueiriños (As Regueiriñas)[10]
- Tamallancos

## Demografía

### Parroquia
| Gráfica de evolución demográfica de Tamallancos (parroquia) entre 2000 y 2023 |
|                                                                               |
| Datos según el nomenclátor publicado por el INE.                              |

### Lugar
| Gráfica de evolución demográfica de Tamallancos (lugar) entre 2000 y 2023 |
|                                                                           |
| Datos según el nomenclátor publicado por el INE.                          |